# Sporobolus teretifolius
Sporobolus teretifolius är en gräsart som beskrevs av Roland McMillan Harper. Sporobolus teretifolius ingår i släktet droppgräs, och familjen gräs. Inga underarter finns listade i Catalogue of Life.